# Hodgsonia
Hodgsonia — рід плодоносних ліан родини гарбузових. Ходжсонія була названа на честь Брайана Хоутона Ходжсона в 1853 році британськими ботаніками Джозефом Далтоном Гукером і Томасом Томсоном, які досліджували рослину під час гостинності Ходжсона в Гімалаях.

## Фізичні характеристики
Квіти цвітуть лише одну ніч, а потім опадають. Це ліани дводомні, з окремими чоловічими та жіночими рослинами.

## Використання

### Харчування
Хоча м'якуш плодів Ходжсонії неїстівний, великі, багаті олією насіння є важливим джерелом їжі. Ядра іноді їдять сирими; вони трохи гіркі, можливо, через неідентифікований алкалоїд або глюкозид, але «абсолютно безпечні» для споживання. Найчастіше насіння обсмажують, після чого вони смакують як обрізки свинини або сало; багато гірських народів вважають це смажене насіння делікатесом. Крім того, що Нага їдять лише насіння, додають їх у різні види каррі. Громада Карбі з Північно-Східної Індії вирощує його у своїх садах і споживає як гарнір під час їжі. Вони називають це Hanthar Athe.

### Ліки
Лікувальне значення передусім має листя. Листя можна висушити і спалити, вдихнути дим або вичавити сік молодих стебел і листя в ніздрі, щоб зняти подразнення від дрібних комах. Листя також кип'ятять, а отриману рідину приймають всередину, як при захворюваннях носа, так і для зниження температури. Попіл від спаленого листя H. macrocarpa також використовують для загоєння ран.
У Нагаленді плоди цибулини застосовують для лікування бактеріальних інфекцій на ногах. У Сараваку олією ходжсонії намазують тіла матерів після пологів; він також є основою для попелу з листя кокосової пальми та кемпферії. Олія також використовується як основа для ліків у Східній Індії.

## Види
- Hodgsonia heteroclita (Roxb.) Hook.f. & Thomson
- Hodgsonia macrocarpa (Blume) Cogn.
- Hodgsonia tsaii J.Y.Shen, X.D.Ma, W.G.Wang & B.Pan bis